# موستانغ (تكساس)
موستانغ (بالإنجليزية: Mustang, Texas)‏ هي بلدة أمريكية تقع في الولايات المتحدة في مقاطعة نافارو، تكساس. يقدر عدد سكانها بـ 47 نسمة ومساحتها 0.3 كم2 و وترتفع عن سطح البحر 119 متر.